# Pachnoda katangensis
Pachnoda katangensis är en skalbaggsart som beskrevs av Louis Burgeon 1931. Pachnoda katangensis ingår i släktet Pachnoda och familjen Cetoniidae. Inga underarter finns listade i Catalogue of Life.